# 1. HNL 2022/23
Die 1. HNL 2022/23 war die 32. Spielzeit der höchsten kroatischen Fußballliga. Sie trägt den offiziellen Sponsorennamen Hrvatski Telekom Prva liga. Die Saison wurde am 15. Juli 2022 mit der Partie des Meisters Dinamo Zagreb gegen Lokomotiva Zagreb eröffnet und endete am 28. Mai 2023.

## Modus
Die zehn teilnehmenden Mannschaften traten an 36 Spieltagen jeweils viermal gegeneinander an.

## Teilnehmer
| Verein                      | Stadt         | Stadion                  | Kapazität |
| --------------------------- | ------------- | ------------------------ | --------- |
| NK Slaven Belupo Koprivnica | Koprivnica    | Gradski Stadion          | 3.059     |
| NK Osijek                   | Osijek        | Stadion Gradski vrt      | 19.220    |
| NK Istra 1961               | Pula          | Stadion Aldo Drosina     | 8.923     |
| HNK Rijeka                  | Rijeka        | Stadion Rujevica         | 8.279     |
| HNK Šibenik                 | Šibenik       | Šubićevac                | 8.500     |
| Hajduk Split                | Split         | Stadion Poljud           | 34.448    |
| NK Varaždin                 | Varaždin      | Stadion Anđelko Herjavec | 10.800    |
| HNK Gorica                  | Velika Gorica | Gradski stadion          | 15.000    |
| Dinamo Zagreb               | Zagreb        | Stadion Maksimir         | 35.123    |
| Lokomotiva Zagreb           | Zagreb        | Stadion Kranjčevićeva    | 8.850     |

## Abschlusstabelle
| Pl. | Verein                      | Sp. | S  | U  | N  | Tore    | Diff. | Punkte |
| --- | --------------------------- | --- | -- | -- | -- | ------- | ----- | ------ |
| 1.  | Dinamo Zagreb (M)           | 36  | 24 | 9  | 3  | 081:280 | +53   | 81     |
| 2.  | Hajduk Split (P)            | 36  | 21 | 8  | 7  | 065:410 | +24   | 71     |
| 3.  | NK Osijek                   | 36  | 13 | 11 | 12 | 046:410 | +5    | 50     |
| 4.  | HNK Rijeka                  | 36  | 14 | 7  | 15 | 044:440 | ±0    | 49     |
| 5.  | NK Istra 1961               | 36  | 11 | 13 | 12 | 036:380 | −2    | 46     |
| 6.  | NK Varaždin (N)             | 36  | 12 | 10 | 14 | 041:510 | −10   | 46     |
| 7.  | Lokomotiva Zagreb           | 36  | 11 | 10 | 15 | 045:500 | −5    | 43     |
| 8.  | NK Slaven Belupo Koprivnica | 36  | 10 | 13 | 13 | 027:460 | −19   | 43     |
| 9.  | HNK Gorica                  | 36  | 7  | 11 | 18 | 036:500 | −14   | 32     |
| 10. | HNK Šibenik                 | 36  | 5  | 12 | 19 | 024:560 | −32   | 27     |

Platzierungskriterien: 1. Punkte – 2. Direkter Vergleich (Punkte, Tordifferenz, geschossene Tore) – 3. Tordifferenz – 4. geschossene Tore

| (M) | Meister des Vorjahres             |
| (P) | Pokalsieger des Vorjahres         |
| (N) | Aufsteiger aus der 2. HNL 2021/22 |

## Kreuztabelle
Die Kreuztabelle stellt die Ergebnisse aller Spiele dieser Saison dar. Die Heimmannschaft ist in der mittleren Spalte aufgelistet und die Gastmannschaft in der obersten Reihe. Die Ergebnisse sind immer aus Sicht der Heimmannschaft angegeben.
| Spieltage 1–18 | Spieltage 1–18 | Spieltage 1–18 | Spieltage 1–18 | Spieltage 1–18    | Spieltage 1–18 | Spieltage 1–18           | Spieltage 1–18 | Spieltage 1–18 | Spieltage 1–18 | 2022/23                  | Spieltage 19–36 | Spieltage 19–36 | Spieltage 19–36 | Spieltage 19–36 | Spieltage 19–36   | Spieltage 19–36 | Spieltage 19–36          | Spieltage 19–36 | Spieltage 19–36 | Spieltage 19–36 |
| Dinamo Zagreb  | Hajduk Split   | NK Osijek      | HNK Rijeka     | Lokomotiva Zagreb | HNK Gorica     | Slaven Belupo Koprivnica | HNK Šibenik    | NK Istra 1961  | NK Varaždin    | Verein                   | Dinamo Zagreb   | Hajduk Split    | NK Osijek       | HNK Rijeka      | Lokomotiva Zagreb | HNK Gorica      | Slaven Belupo Koprivnica | HNK Šibenik     | NK Istra 1961   | NK Varaždin     |
| -------------- | -------------- | -------------- | -------------- | ----------------- | -------------- | ------------------------ | -------------- | -------------- | -------------- | ------------------------ | --------------- | --------------- | --------------- | --------------- | ----------------- | --------------- | ------------------------ | --------------- | --------------- | --------------- |
| •              | 4:1            | 5:2            | 3:1            | 3:2               | 0:0            | 4:1                      | 3:0            | 4:1            | 3:1            | Dinamo Zagreb            | •               | 4:0             | 1:1             | 1:0             | 2:1               | 4:1             | 4:0                      | 4:0             | 1:0             | 2:0             |
| 1:1            | •              | 3:1            | 2:0            | 2:1               | 3:1            | 5:1                      | 2:1            | 2:2            | 2:1            | Hajduk Split             | 0:0             | •               | 3:0             | 1:2             | 3:4               | 2:1             | 1:0                      | 3:0             | 2:2             | 2:0             |
| 1:0            | 2:1            | •              | 1:1            | 4:1               | 2:1            | 0:0                      | 1:1            | 2:0            | 2:2            | NK Osijek                | 1:1             | 0:2             | •               | 1:1             | 2:2               | 2:0             | 0:0                      | 0:0             | 1:0             | 0:1             |
| 2:7            | 0:1            | 0:3            | •              | 3:0               | 1:1            | 0:1                      | 0:0            | 0:1            | 1:2            | HNK Rijeka               | 1:2             | 2:0             | 1:1             | •               | 2:0               | 2:0             | 0:1                      | 1:0             | 2:2             | 3:1             |
| 1:2            | 2:2            | 2:1            | 3:1            | •                 | 2:1            | 0:1                      | 1:1            | 2:0            | 1:2            | Lokomotiva Zagreb        | 1:2             | 0:3             | 1:0             | 1:2             | •                 | 2:2             | 1:0                      | 1:0             | 3:1             | 1:1             |
| 0:1            | 0:1            | 0:1            | 0:2            | 3:2               | •              | 1:1                      | 0:0            | 0:2            | 0:0            | HNK Gorica               | 1:1             | 0:0             | 2:0             | 1:0             | 1:0               | •               | 0:0                      | 0:3             | 5:4             | 5:2             |
| 1:5            | 2:2            | 0:4            | 2:1            | 0:0               | 2:1            | •                        | 0:0            | 0:3            | 1:0            | Slaven Belupo Koprivnica | 1:1             | 0:1             | 2:1             | 1:3             | 0:0               | 1:1             | •                        | 0:1             | 2:0             | 1:1             |
| 1:2            | 1:1            | 0:2            | 0:1            | 2:1               | 1:1            | 0:2                      | •              | 0:0            | 1:2            | HNK Šibenik              | 2:1             | 2:3             | 1:4             | 1:2             | 0:4               | 0:4             | 3:1                      | •               | 0:0             | 1:1             |
| 1:0            | 0:2            | 1:0            | 1:1            | 1:2               | 1:0            | 0:0                      | 0:0            | •              | 1:2            | NK Istra 1961            | 0:0             | 3:0             | 1:0             | 0:2             | 0:0               | 1:0             | 1:1                      | 3:0             | •               | 2:1             |
| 1:1            | 0:2            | 4:1            | 0:3            | 0:0               | 2:1            | 0:1                      | 2:2            | 1:1            | •              | NK Varaždin              | 1:3             | 1:4             | 1:3             | 2:0             | 0:0               | 2:1             | 1:0                      | 2:0             | 0:0             | •               |

## Torschützenliste
| Pl. | Name             | Mannschaft        | Tore |
| --- | ---------------- | ----------------- | ---- |
| 01. | Marko Livaja     | Hajduk Split      | 19   |
| 02. | Matija Frigan    | HNK Rijeka        | 13   |
| 03. | Fran Brodić      | NK Varaždin       | 12   |
| 03. | Luka Ivanušec    | Dinamo Zagreb     | 12   |
| 03. | Ramón Miérez     | NK Osijek         | 12   |
| 06. | Ante Erceg       | NK Istra 1961     | 11   |
| 06. | Jan Mlakar       | Hajduk Split      | 11   |
| 08. | Bruno Petković   | Dinamo Zagreb     | 10   |
| 09. | Sandro Kulenović | Lokomotiva Zagreb | 09   |